# Grace Anozie
Grace Ebere Anozie (Enugu, 16 de julio de 1977) es una paralímpica nigeriana en el levantamiento de potencia adaptado. La primera medalla paralímpica de Anonzie fue un bronce en los Juegos Paralímpicos de Atenas 2004 en la prueba de 82,5 kg. En los Juegos Paralímpicos posteriores, Anozie ganó una medalla de plata en 2008 y una de oro en 2012. Durante su carrera, Anonzie estableció múltiples récords de levantamiento de pesas, incluido un récord paralímpico en los Juegos Paralímpicos de Pekín 2008 en la prueba de más de 86 kg.

## Vida personal
Anozie quedó paralizada por la polio cuando tenía dos años. Terminó un programa de contabilidad en la universidad en 1998 pero cambió su carrera a los deportes cuando no pudo encontrar un trabajo.
Anozie vivió en Benín, Estado de Edo, Nigeria, antes de trasladarse a los Estados Unidos en 2014. Originalmente planeaba visitar Chicago para una gira de entrenamiento para los Juegos de la Mancomunidad de 2014, pero terminó viviendo en Shreveport, Louisiana, después de un conflicto con su entrenador.

## Carrera deportiva
Anozie empezó a hacer levantamiento de pesas en 1998 y obtuvo varias medallas en los Juegos Paralímpicos. En levantamiento de pesas, fue cuarta en la prueba de 82,5 kg en los Juegos Paralímpicos de Sídney 2000. Cambiando a la prueba de más de 82,5 kg, Anozie ganó un bronce en los Juegos Paralímpicos de Atenas 2004. Más tarde ganó una plata en los Juegos Paralímpicos de Pekín 2008 y un oro en los Juegos Paralímpicos de Londres 2012.  Fuera de los Juegos Paralímpicos, Anozie ganó el oro en el Campeonato Abierto Asiático de Levantamiento de Pesas de 2013.
Durante su carrera, Anozie ha tenido récords mundiales en levantamiento de pesas. En los Juegos Paralímpicos de Pekín 2008, rompió el récord paralímpico en el evento de más de 86 kg de levantamiento de pesas. Más tarde, Anozie estableció el récord mundial en la categoría de más de 82,5 kg durante el Campeonato Internacional de Levantamiento de Pesas de Fazza en 2012. El año siguiente, mantuvo el récord mundial en el evento de más de 86 kg en el Campeonato Abierto Asiático de 2013, que luego fue roto por Josephine Orji.

## Reconocimiento
Anozie fue nominada para el atleta del mes del Comité Paralímpico Internacional en marzo de 2012.